# Kreodanthus myrmex
Kreodanthus myrmex är en orkidéart som beskrevs av Paul Ormerod. Kreodanthus myrmex ingår i släktet Kreodanthus och familjen orkidéer.
Artens utbredningsområde är Colombia. Inga underarter finns listade i Catalogue of Life.